# Sivachoerus
Sivachoerus — вимерлий рід парнопалих, що існував у міоцені в Європі.